# Зинген
Зинген (нем. Singen, алем. нем. Singe) — город в Германии, районный центр, расположен в земле Баден-Вюртемберг.
Подчинён административному округу Фрайбург. Входит в состав района Констанц. Население составляет 45 826 человек (на 31 декабря 2010 года). Занимает площадь 61,75 км². Официальный код — 08 3 35 075.
Город подразделяется на 6 городских районов.

## Известные горожане
Отто Герхард Эксле — выдающийся немецкий историк, медиевист

## Фотографии

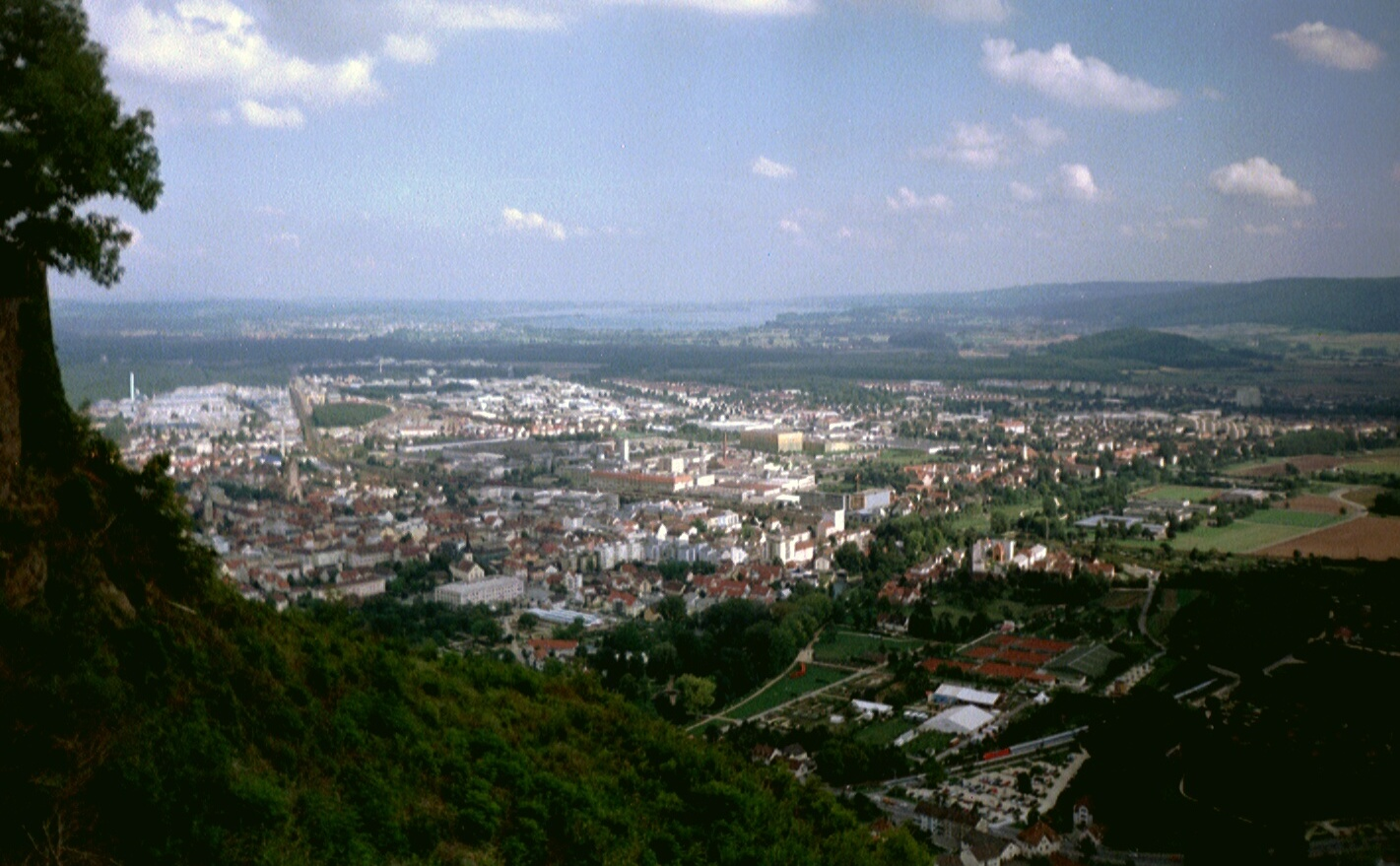
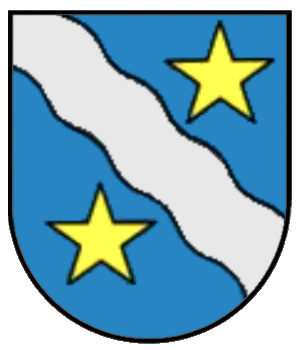
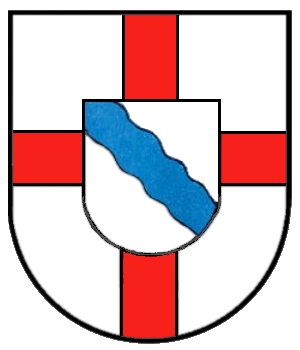
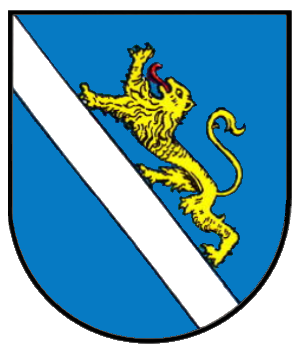
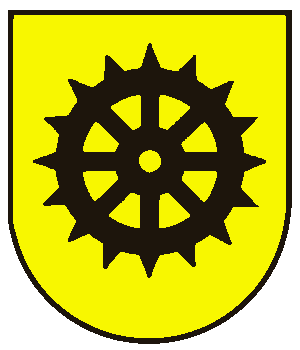
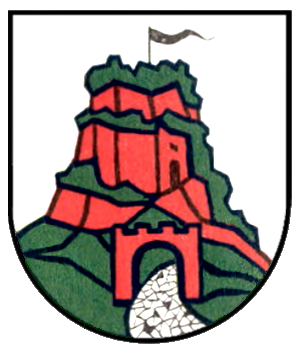
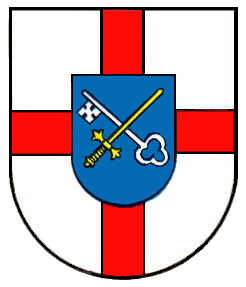
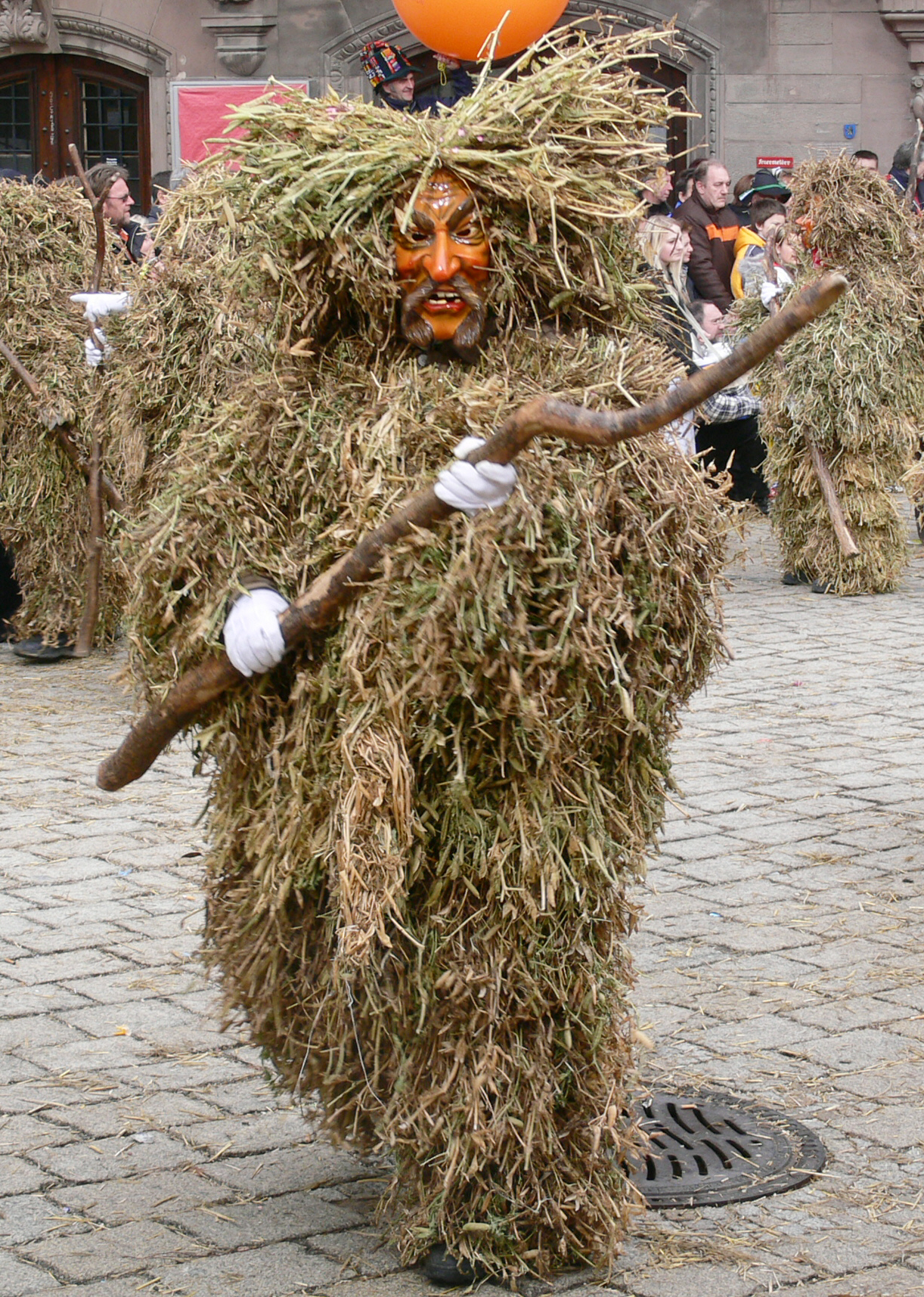